# (6327) Tijn
(6327) Tijn est un astéroïde de la ceinture principale.

## Description
(6327) Tijn est un astéroïde de la ceinture principale. Il fut découvert le 9 avril 1991 à Palomar par Eleanor Francis Helin. Il présente une orbite caractérisée par un demi-grand axe de 2,76 UA, une excentricité de 0,23 et une inclinaison de 14,4° par rapport à l'écliptique.